# Liste des titres musicaux numéro un en France en 1963
Cette page liste les singles classés n°1 des ventes de disques en France durant l'année 1963.

## Classement des singles
| Semaine | Sortie       | Artiste          | Titre                          |
| ------- | ------------ | ---------------- | ------------------------------ |
| 1       | 5 janvier    | Françoise Hardy  | Tous les garçons et les filles |
| 2       | 12 janvier   | Françoise Hardy  | Tous les garçons et les filles |
| 3       | 19 janvier   | Françoise Hardy  | Tous les garçons et les filles |
| 4       | 26 janvier   | Françoise Hardy  | Tous les garçons et les filles |
| 5       | 2 février    | Françoise Hardy  | Tous les garçons et les filles |
| 6       | 9 février    | Françoise Hardy  | Tous les garçons et les filles |
| 7       | 16 février   | Françoise Hardy  | Tous les garçons et les filles |
| 8       | 23 février   | Françoise Hardy  | Tous les garçons et les filles |
| 9       | 2 mars       | Françoise Hardy  | Tous les garçons et les filles |
| 10      | 9 mars       | Françoise Hardy  | Tous les garçons et les filles |
| 11      | 16 mars      | Françoise Hardy  | Le temps de l'amour            |
| 12      | 23 mars      | Sheila           | L'école est finie              |
| 13      | 30 mars      | Sheila           | L'école est finie              |
| 14      | 6 avril      | Sheila           | L'école est finie              |
| 15      | 13 avril     | Sheila           | L'école est finie              |
| 16      | 20 avril     | Sheila           | L'école est finie              |
| 17      | 27 avril     | Sheila           | L'école est finie              |
| 18      | 4 mai        | Sheila           | L'école est finie              |
| 19      | 11 mai       | Sheila           | L'école est finie              |
| 20      | 18 mai       | Sheila           | L'école est finie              |
| 21      | 25 mai       | Sheila           | L'école est finie              |
| 22      | 1er juin     | Sheila           | L'école est finie              |
| 23      | 8 juin       | Sheila           | L'école est finie              |
| 24      | 15 juin      | Sheila           | L'école est finie              |
| 25      | 22 juin      | Sheila           | L'école est finie              |
| 26      | 29 juin      | Sheila           | L'école est finie              |
| 27      | 6 juillet    | Sheila           | L'école est finie              |
| 28      | 13 juillet   | Sheila           | L'école est finie              |
| 29      | 20 juillet   | Sheila           | Pendant les vacances           |
| 30      | 27 juillet   | Sheila           | Pendant les vacances           |
| 31      | 3 août       | Sheila           | Pendant les vacances           |
| 32      | 10 août      | Sheila           | Pendant les vacances           |
| 33      | 17 août      | Sheila           | Pendant les vacances           |
| 34      | 24 août      | Sheila           | Pendant les vacances           |
| 35      | 31 août      | Richard Anthony  | C'est ma fête                  |
| 36      | 7 septembre  | Richard Anthony  | C'est ma fête                  |
| 37      | 14 septembre | Richard Anthony  | C'est ma fête                  |
| 38      | 21 septembre | Richard Anthony  | C'est ma fête                  |
| 39      | 28 septembre | Sheila           | Pendant les vacances           |
| 40      | 5 octobre    | Sheila           | Pendant les vacances           |
| 41      | 12 octobre   | Alain Barrière   | Elle était si jolie            |
| 42      | 19 octobre   | Johnny Hallyday  | Pour moi la vie va commencer   |
| 43      | 26 octobre   | Johnny Hallyday  | Pour moi la vie va commencer   |
| 44      | 2 novembre   | Johnny Hallyday  | Pour moi la vie va commencer   |
| 45      | 9 novembre   | Johnny Hallyday  | Pour moi la vie va commencer   |
| 46      | 16 novembre  | Johnny Hallyday  | Pour moi la vie va commencer   |
| 47      | 23 novembre  | Johnny Hallyday  | Pour moi la vie va commencer   |
| 48      | 30 novembre  | Johnny Hallyday  | Pour moi la vie va commencer   |
| 49      | 7 décembre   | Charles Aznavour | La Mamma                       |
| 50      | 14 décembre  | Charles Aznavour | La Mamma                       |
| 51      | 21 décembre  | Charles Aznavour | La Mamma                       |
| 52      | 28 décembre  | Charles Aznavour | La Mamma                       |